# Săgeata neagră (film din 1985)
Săgeata neagră (în rusă Чёрная стрела, transliterat: Ciornaia strela) este un film sovietic de capă și spadă pe ecran lat din 1985, regizat de Serghei Tarasov după un scenariu propriu care a adaptat romanul omonim (The Black Arrow: A Tale of the Two Roses), publicat în 1888 de scriitorul britanic Robert Louis Stevenson. El face parte dintr-o serie de filme ale lui Tarasov dedicate epocii cavalerești, urmând filmelor Săgețile lui Robin Hood (1976) și Balada cavalerului Ivanhoe (1983). Rolurile principale au fost interpretate de actorii Galina Beleaeva, Igor Șavlak și Leonid Kulaghin.
Acțiunea filmului are loc în Anglia medievală din cea de-a doua jumătate a secolului al XV-lea, în contextul Războiului celor Două Roze pentru tronul regal. Tânărul nobil englez Dick Shelton descoperă că tutorele său, Sir Daniel Brackley, este responsabil pentru uciderea tatălui său și devine membru al frăției haiducești Săgeata Neagră din Pădurea Verde pentru a se răzbuna și a o salva pe lady Joanna Sedley, iubita sa, pe care Sir Daniel dorea să o mărite cu un alt bărbat. După mai multe întâmplări, el se alătură ducelui Richard de Gloucester, conducătorul Casei de York și viitorul rege Richard al III-lea (1483–1485), este înnobilat pentru curajul arătat în lupta împotriva susținătorilor Casei de Lancaster și ajunge să-l vadă pe ucigașul tatălui său suferind o pedeapsă meritată.
Acest film s-a bucurat de o popularitate considerabilă în rândul cinefililor sovietici, fiind vizionat de 29,8 milioane de spectatori sau, după altă sursă, de 29,9 milioane de spectatori. Cu toate acestea, opiniile criticilor ruși au fost destul de rezervate, susținând că filmul se axează pe latura aventuroasă a cărții și nu reușește să redea caracterul complex și ambiguu al personajelor.

## Rezumat
Anglia este devastată în a doua jumătate a secolului al XV-lea de un război civil sângeros între susținătorii Casei de Lancaster și cei ai Casei de York, război care a devenit cunoscut în istorie sub numele de Războiul celor Două Roze. Victoriile alternează între cele două tabere, iar vicleanul baron Daniel Brackley își schimbă periodic stăpânul, sprijinindu-l pe cel care i se pare că va câștiga războiul.
Tânărul nobil englez Dick Shelton, pupilul lui Sir Daniel Brackley, începe să bănuiască că moartea tatălui său nu a fost întâmplătoare: o săgeată neagră, trasă de mâna lui „John Drege-Tot” („John Amend-All”), conține un bilet în care scrie că ucigașii bătrânului Shelton vor fi pedepsiți. Cu toate acestea, încercările lui Dick de a afla adevărul despre moartea tatălui său se confruntă cu tăcerea și minciunile oamenilor apropiați precum Bennet Hatch (mâna dreaptă a lui Sir Daniel) și Sir Oliver Oates (preotul local). În acest timp, tânărul se îndrăgostește de lady Joanna Sedley, o tânără bogată pe care baronul o răpise anterior, ceea ce periclitează planurile egoiste ale lui Sir Daniel cu privire la căsătoria fetei aflate sub protecția sa. Fiind informat că Dick încearcă să afle adevărul prin toate mijloacele, baronul Brackley hotărăște să scape de el și poruncește mutarea tânărului incomod într-o cameră a castelului „din care toate dispar”.
Dick reușește să fugă din acea cameră printr-o trapă secretă și, cu ajutorul sfatului dat de Hatch, ajunge într-o cameră ce avea o fereastră fără gratii, pe unde sare în canalul ce înconjura castelul și scapă astfel de sub urmărirea slujitorilor lui Sir Daniel. El este salvat de haiducii din Pădurea Verde, care-l aduc în tabăra lor, și află acolo de la conducătorul haiducilor, Ellis Deckworth (cunoscut ca „John Drege-Tot”), că baronul Brackley este într-adevăr vinovat de moartea bătrânului Shelton. Tânărul îl anunță apoi pe baron printr-un mesaj atașat unei săgeți negre că îl va ucide și că acea zi va veni chiar mai repede în cazul în care Sir Daniel va hotărî să o căsătorească pe lady Joanna Sedley, deoarece Dick îi făgăduise fetei că se va căsători cu ea. Acest mesaj îl determină pe Sir Daniel să acționeze: baronul Brackley decide căsătoria Joannei Sedley cu lordul Gray, un nobil apropiat Casei de Lancaster. Aflând aceasta, Dick pornește în grabă către conacul lordului pentru a-și elibera iubita și, cu ajutorul haiducilor, oprește nunta prin uciderea mirelui și apoi a preotului Sir Oliver. Reușește apoi să scape de sub urmărire, cu ajutorul din nou al lui Bennet Hatch.
În urma acestui eveniment, haiducii se despart, iar tânărul Dick se alătură ducelui Richard de Gloucester, viitorul rege Richard al III-lea (1483–1485), și luptă sub stindardul Casei de York împotriva oștilor Casei de Lancaster, iar, pentru curajul arătat în luptă, ducele îl înnobilează, oferindu-i rangul de cavaler. Ducele hotărăște spânzurarea prizonierilor care luptaseră pentru Casa de Lancaster și se pregătește să plece către Londra, acceptând însă înainte de plecare rugămintea tânărului Shelton, devenit acum Sir Richard, de grațiere a lui Bennet Hatch. Dick află apoi că Sir Daniel fugise pe țărmul mării și că o luase cu el pe lady Joanna și pornește pe urmele lor, reușind să-i ajungă. Cei doi bărbați se duelează: Dick este pe punctul de a învinge, dar este nevoit să arunce armele după ce baronul prinde fata și amenință că o va ucide. Sir Daniel este lovit apoi de o săgeată neagră trasă de Ellis Deckworth, conducătorul haiducilor din Pădurea Verde, care jurase mai demult că va răzbuna moartea lui Harry Shelton.

## Distribuție
- Galina Beleaeva — lady Joanna Sedley / John Matcham, pupila lordului Foxham, care fusese răpită de Sir Daniel Brackley[1][3][5][7][10][15]
- Igor Șavlak — Richard (Dick) Shelton, tânăr nobil, fiul lui Sir Harry Shelton, moștenitor al moșiei Tunstall[1][3][5][7][10][15]
- Leonid Kulaghin⁠(d) — Sir Daniel Brackley, baron, nobil lipsit de scrupule, tutorele lui Dick[1][3][5][7][10][15]
- Iuri Smirnov⁠(d) — Sir Oliver Oates, preotul local, duhovnicul lui Sir Daniel[1][3][7][10][15][16]
- Algimantas Masiulis⁠(d) — Bennet Hatch, mâna dreaptă a lui Sir Daniel[1][7][10][15][17]
- Boris Himicev⁠(d) — Ellis Duckworth („John Drege-Tot”), conducătorul haiducilor din Pădurea Verde[1][10][15][17]
- Aleksandr Filippenko⁠(d) — ducele Richard de Gloucester, viitorul rege al Angliei[1][7][10][15][17]
- Serghei Tarasov — Nicholas Appleyard, om de încredere al lui Sir Daniel, veteran al Bătăliei de la Azincourt (1415)[1][10][15][17]
- Iana Druz — Alicia Risingham, nepoata contelui Risingham, slujnica și confidenta lui lady Joanna[1][15][17]
- Vladimir Fiodorov — piticul, spionul lui Sir Daniel[1][15][17]
- Andrei Iurenev — Selden, om de încredere al lui Sir Daniel[1][15][17]
- Hari Șveiț — micul țintaș, omul de încredere al ducelui de Gloucester[1][15][17]
- Boris Hmelnițki⁠(d) — lordul Thomas Gray, un nobil apropiat Casei de Lancaster[10][15][17]
- Dmitri Orlovski — Carter, om bătrân aflat în slujba lui Sir Daniel[1][15][17]
- Mihail Rozanov — arcașul crud, omul lui Sir Daniel[1][15][17]
- Vladimir Maksimov — haiduc din Pădurea Verde[1][15][17]
- Vladimir Litvinov — haiduc din Pădurea Verde[1][15][17]
- Vladimir Razumovski — haiduc din Pădurea Verde[1][15][17]
- Aleksandr Kudinov — haiduc din Pădurea Verde[1][15][17]
- Nikolai Dupak⁠(d) — hangiul[1][15][17]

### Dublaj de voce
- Nikolai Grabbe — Bennet Hatch[15]
- Oleg Mokșanțev — Nicholas Appleyard[15]

## Producție

### Pregătiri

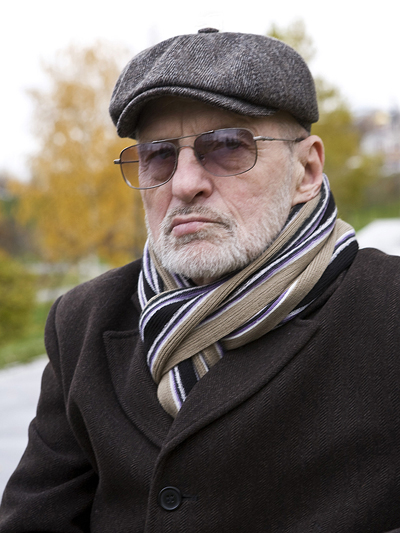
Regizorul Serghei Tarasov (n. 1933). Fotografie din 2011.

Sursa de inspirație a acestui film este romanul istoric de aventuri Săgeata neagră (O povestire din vremea războiului celor două roze) (The Black Arrow: A Tale of the Two Roses), care a fost publicat în 1888 de scriitorul britanic Robert Louis Stevenson (1850–1894), cunoscut, de asemenea, ca autor al romanelor Comoara din insulă (1883) și Seniorul din Ballantrae (1889). Romanul Săgeata neagră narează o serie de întâmplări care au loc în Anglia medievală din cea de-a doua jumătate a secolului al XV-lea, în contextul Războiului celor Două Roze pentru tronul regal. El a fost ecranizat de mai multe ori în decursul timpului, printre care o ecranizare americană mută din 1912, regizată de Oscar C. Apfel și avându-i în distribuție pe Edgar L. Davenport, Nathalie Jerome, Charles Ogle și Harold M. Shaw, o ecranizare americană din 1948, regizată de Gordon Douglas și avându-i în distribuție pe Louis Hayward, Janet Blair, George Macready, Edgar Buchanan și Rhys Williams, și o ecranizare americano-spaniolă de televiziune din 1985, regizată de John Hough și avându-i în distribuție pe Benedict Taylor, Georgia Slowe, Oliver Reed, Fernando Rey, Donald Pleasence, Roy Boyd și Stephen Chase.
Filmul sovietic Săgeata neagră a fost produs de compania Mosfilm și a fost regizat de cineastul rus Serghei Tarasov după un scenariu propriu care a adaptat romanul omonim al lui Robert Louis Stevenson. Din scenariul filmului au fost eliminate o mare parte a intrigilor politice și mai multe întâmplări din cartea lui Stevenson, ca, de exemplu, încercarea eșuată de a o salva pe Joanna Sedley de pe nava Good Hope și conflictul lui Dick Shelton cu ducele de Gloucester cu privire la Hatch, precum și prezența ca personaj a căpitanului Arblester etc. Ducele de Gloucester (viitorul rege Richard al III-lea; 1452–1485), care în roman (și în realitate) era destul de tânăr, chiar mai tânăr decât Shelton, este reprezentat în film ca un bărbat adult, fiind interpretat de Aleksandr Filippenko (n. 1944), un actor ce avea atunci peste 40 de ani. Regizorul a predat acest scenariu conducătorilor companiei Mosfilm, care au acceptat intrarea în producție a filmului. Un producător din Franța s-a arătat interesat de viitorul film, dar, cu toate acestea, după mai multe întâlniri la Moscova, Tarasov și-a dat seama că nu vor putea lucra împreună și a refuzat să meargă în Franța. Potrivit propriei mărturisiri, cineastul rus nu era mulțumit de dorința producătorului de a transforma un film cavaleresc romantic într-„un fel de plictiseală mistică”. Producția filmului a fost coordonată de directoarea Alla Javoronkova și de redactorul Liudmila Țițina, iar pe post de consultant a fost folosit arhitectul și istoricul de artă Veaceslav Glazîcev.
Cineastul Serghei Tarasov (n. 1933), care fusese director artistic al Studioului „Mosfilm”, realizase anterior alte film de aventuri cu acțiunea petrecută în Anglia medievală: Săgețile lui Robin Hood (Стрелы Робин Гуда, 1976), inspirat din baladele englezești cu haiducul Robin Hood, și Balada cavalerului Ivanhoe (1983), o ecranizare a romanului Ivanhoe (1819) al lui Sir Walter Scott despre cavalerul Ivanhoe, scutier al regelui Richard Inimă de Leu, și a realizat ulterior un alt film cu o tematică similară, Aventurile lui Quentin Durward (Приключения Квентина Дорварда, стрелка королевской гвардии, 1989), o ecranizare a romanului Quentin Durward (1823) al lui Sir Walter Scott despre un tânăr nobil scoțian care a ajuns arcaș al regelui Ludovic al XI-lea al Franței. Cu puțin timp înainte de destrămarea Uniunii Sovietice a realizat un alt film de epocă, intitulat Castelul cavalerului (Рыцарский замок, 1991), cu acțiunea petrecută în secolul al XIV-lea, în contextul confruntării dintre Ordinul livonian și Rusia, consacrând reputația lui Tarasov ca specialist în ecranizarea literaturii cavalerești.

### Atribuirea rolurilor
Rolurile principale au fost interpretate de actorii Galina Beleaeva (lady Joanna Sedley), cunoscută pentru rolurile fetei de pădurar Olga Skvorțova din ecranizarea O dramă la vânătoare (1978) și balerinei ruse Anna Pavlova din filmul biografic Ana Pavlova (1983), ambele regizate de Emil Loteanu, Igor Șavlak (Dick Shelton), debutant recent cu rol principal în Totul începe cu dragoste (1984), Leonid Kulaghin (Sir Daniel Brackley), ce avea o bogată experiență cinematografică prin rolurile interpretate în filmele Un cuib de nobili (1969), Frontul nomad (1972), Ancheta a stabilit (1982) și Rămâi, fericire (1985), Iuri Smirnov (Sir Oliver Oates), care jucase mai demult în Norii (1973), Algimantas Masiulis (Bennet Hatch), cunoscut din Rapidul 34 (1981), și Boris Himicev (Ellis Duckworth), care apăruse anterior în Dacă vei pleca (1978), Detectivul (1980) și Dublă depășire (1984).
Unele roluri secundare au fost atribuite altor actori cunoscuți ca Aleksandr Filippenko (ducele Richard de Gloucester), care jucase anterior în Un marinar rămâne pe țărm (1981) și Acolo, pe poteci nevăzute (1982), Hari Șveiț (micul țintaș) care apăruse mai demult în O șansă dintr-o mie (1969), Boris Hmelnițki (lordul Thomas Gray), care se remarcase în Certificat de pauperitate (1979), Iana Druz (Alicia Risingham), care apăruse în filmele Pe cer „vrăjitoarele nopții” (1981) și Mărturisire târzie (1984), și Nikolai Dupak (hangiul), care avea o carieră cinematografică bogată prin rolurile interpretate în filmele În iureșul focului (1959), Datorie de prieten (1960) și Ambuscada (1969).
Tarasov a ales mai mulți actori cu care colaborase deja la alte filme. O parte dintre actori (Leonid Kulaghin, Iuri Smirnov, Algimantas Masiulis, Boris Himicev, Aleksandr Filippenko, Boris Hmelnițki, Nikolai Dupak, Hari Șveiț și Andrei Iurenev) jucaseră anterior în Balada cavalerului Ivanhoe (1983), iar unii dintre aceștia (Kulaghin, Smirnov, Masiulis, Himicev, Hmelnițki, Hari Șveiț și Andrei Iurenev) au fost cooptați ulterior în următorul film al regizorului, Intercepția (1986), un thriller alert despre un grănicer sovietic care dejoacă planurile unui agent străin parașutat pe teritoriul URSS. Potrivit lui Tarasov, alegerea actriței Galina Beleaeva în rolul lui lady Joanna a fost foarte reușită, deoarece ea a devenit „podoaba filmului”, în timp ce alegerea tânărului Igor Șavlak în rolul lui Dick Shelton a fost mai degrabă rezultatul unei întâmplări, după ce actorul distribuit inițial în acest rol a fost internat în spital. Șavlak, care participase anterior la audiții, a fost ales rapid ca înlocuitor, dar „s-a dovedit că nu avea nici temperament și nici un farmec deosebit”. Actorul însuși considera că audiția fusese nereușită și s-a tuns chilug, fiind nevoit astfel să poarte o perucă. Bătrânul războinic Nicholas Appleyard, care a fost ucis de o săgeată trasă de o persoană necunoscută, trebuia să fie interpretat de Vațlav Dvorjețki (1910–1993), dar actorul de origine poloneză, care locuia în acea vreme la Gorki, fusese condamnat mai demult pentru activități contrarevoluționare în temeiul articolului 58 al Codului Penal al RSFS Ruse și nu i s-a permis să călătorească la granița Uniunii Sovietice. Prin urmare, Dvorjețki a fost înlocuit în film chiar de Serghei Tarasov.

### Filmări
Filmările au fost realizate pe peliculă color de operatorul G. Poleanok, sub conducerea directorului de imagine Mihail Ardabievski, și au avut loc, în mare parte, în Estonia, mai precis în orașul Tallinn și în împrejurimile acestuia. Momentul de început al filmului a fost filmat chiar în prima zi pe insula Saaremaa din Marea Baltică. Scenele marine au fost filmate în apropierea orașului Tallinn. Câteva porțiuni ale orașului medieval Tallinn (Turnul Margaretei, o parte din zidul cetății, Catedrala „Sfânta Maria”⁠(en)[traduceți], Strada Pikk jalg⁠(et)[traduceți], Pasajul Sfânta Ecaterina⁠(fr)[traduceți] de lângă Mănăstirea dominicană⁠(en)[traduceți]) sunt văzute de mai multe ori în film. Râul și cascada prin care Richard o poartă pe Joanna la începutul filmului se află în satul Keila-Joa din nordul Estoniei, unde mai fuseseră filmate scene din filmul Secretul mierlelor negre (Тайна «Чёрных дроздов», 1983) și din serialul Granița de stat (Государственная граница, 1980–1988). Unele scene din Săgeata neagră au fost filmate în Cetatea Hotin din Ucraina. Realizatorii au folosit o echipă de cascadori condusă de Uldis-Jānis Veispals.
Decorurile filmului au fost proiectate de scenograful Aleksandr Kuznețov, iar costumele au fost confecționate de designera Nelli Fomina. Sunetul filmului este stereofonic pe șase piste magnetice și a fost înregistrat de inginera Ekaterina Popova. Muzica a fost compusă de compozitorul sovietic de origine rusă Igor Kantiukov și interpretată de Orchestra Simfonică de Stat a Cinematografiei⁠(en)[traduceți] sub conducerea dirijorului Iuri Serebreakov. Redactor muzical a fost Minna Blank. Într-una dintre scenele filmului este cântată o melodie pe versurile poemului cavaleresc „Желаний и томлений дни…” („Zile de dorințe și doruri...”) ale menestrelului german Walter von der Vogelweide din secolul al XIII-lea, care devin în traducerea lui Wilhelm Levick: „Хвала и мужу, и жене, Когда они живут в любви…” (în română „Laudă soțului și soției,/ Când trăiesc în dragoste.”). Montajul filmului a fost realizat de Marina Dobreanskaia. Lungimea peliculei era inițial de 3.112 metri, dar, în urma tăieturilor, a ajuns la 2.482 de metri. Durata filmului este de 88 de minute.

## Recepție

### Lansare
Săgeata neagră a fost lansat pe 12 mai 1985 în Uniunea Sovietică și a avut parte de un mare succes comercial. El s-a clasat pe locul 5 în topul celor mai vizionate filme sovietice ale anului 1985, cu 29,8 milioane de spectatori sau, după altă sursă, 29,9 milioane de spectatori, depășind astfel ca popularitate filmele anterioare ale lui Tarasov: Săgețile lui Robin Hood (1976), care a atras 28,9 milioane de spectatori, și Balada cavalerului Ivanhoe (1983), cu 28,4 milioane de spectatori. Urmarea acestui succes a fost organizarea unei operațiuni de distribuire a filmului în străinătate de către compania Sovexportfilm. Au avut loc lansări în mai multe țări comuniste din Blocul răsăritean precum Republica Socialistă România (22 septembrie 1986), Republica Democrată Germană (premieră cinematografică pe 12 decembrie 1986 și premieră TV pe 24 ianuarie 1988 la DFF 1) și Republica Populară Ungară (5 februarie 1987).
Premiera filmului în România a avut loc ziua de 22 septembrie 1986 la cinematograful „Lumina” din București; Săgeata neagră, care a fost prezentat în presa epocii drept un film de capă și spadă, a rulat în perioada următoare în unele cinematografe bucureștene precum Lumina (septembrie 1986), Buzești (septembrie–octombrie 1986), Pacea (octombrie 1986), Popular (octombrie 1986) etc., dar și în unele cinematografe din alte orașe (de exemplu, la Târgu Mureș, Iași, Craiova, Suceava, Sibiu, Vatra Dornei, Satu Mare, Pașcani, Timișoara, Sovata, Lugoj, Sfântu Gheorghe, Reghin, Carei, Dorohoi, Târgu Secuiesc, Rădăuți, Sighișoara, Covasna, Câmpulung Moldovenesc, Fălticeni și Gura Humorului), inclusiv până în august 1989.
Filmul a fost lansat pe DVD în Federația Rusă pe 16 octombrie 2012 de către compania Enio-Film (Энио-Фильм).

### Aprecieri critice
Criticul și istoricul de film rus Andrei Plahov și-a împărtășit impresiile cu privire la acest film într-o recenzie publicată în ziarul Sovetskaia Kultura (Советская культура): „... venind la un spectacol de zi într-unul dintre cinematografe, m-am plictisit timp de o oră și jumătate împreună cu două duzini de spectatori, dintre care unii au reușit să comenteze lent acțiunea în pauzele dintre luptele de pe ecran”. Scrierea recenziei l-a obligat pe Plahov să se refere la sursa literară de inspirație: criticul recunoaște că romanul a fost memorabil în copilărie doar pentru că a fost publicat în seria „Biblioteca de Aventuri” (Библиотека приключений) în același volum cu o altă lucrare a lui Stevenson, celebra Comoara din insulă, dar, cu toate acestea, după mai mulți ani, cartea s-a dovedit a fi o poveste fascinantă pe tema maturizării: „Fără a-și pierde spontaneitatea fermecătoare, modul de prezentare al autorului m-a uimit printr-o înțelegere înțeleaptă a acelor probleme dificile necopilărești, ispite crude, cu care un suflet tânăr se confruntă pe calea formării sale”. Potrivit criticului, filmul se axează pe latura aventuroasă a cărții și dovedește intenția reproducerii spiritului Angliei din vremea Războiului celor Două Roze, dar nu se deosebește de restul adaptărilor similare deoarece nu reușește să transmită caracterul complex și ambiguu al personajelor, pe care Stevenson îl prezentase în mod tradițional printr-o „dualitate stereoscopică”. În realitate, romanul de aventuri pentru tineret nu urmărește să exploreze profunzimile dramatice ale sufletului uman, ci mai degrabă să ofere tinerilor cititori „hrană pentru minte și un simț moral”. Cu toate acestea, au fost excluse din scenariu tocmai acele părți ale cărții în care Dick Shelton, „la fel ca Hamlet, pune întrebări blestemate și face o alegere morală dificilă”. Criticul susține că personajul principal, interpretat de Șavlak, nu creează impresia unei persoane capabile de căință și sentimente profunde, cum nici lady Joanna, interpretată de Galina Beleaeva și prezentată aici ca o fată emancipată, nu pare deranjată de faptul că săvârșește un delict grav purtând haine bărbătești. Majoritatea personajelor cu personalități complexe sunt inexpresive în film și doar Bennet Hatch și Richard de Gloucester dovedesc o anumită ambiguitate. Un roman ca Săgeata neagră, potrivit lui Plahov, merită citit și folosit ca sursă de inspirație a unui „eveniment cinematografic” și nu a încă unui alt „film lent, deși «plin de acțiune», nici mai rău și nici mai bun decât altele”.
Într-o scurtă notă publicată în revista Săptămîna, criticul de film român Nicolae Ulieriu recomanda Săgeata neagră „cui i-a plăcut Balada cavalerului Ivanhoe”, dar mărturisea că lui nu îi plăcuse filmul anterior al lui Serghei Tarasov. Enciclopedia cinematografică germană Lexikon des internationalen Films descrie astfel acest film: „Un film de aventuri rusesc mai complex despre „Războiul celor Două Roze” care a opus familiile nobiliare engleze rivale Lancaster și York între 1455 și 1485. O ecranizare literară cu multe lupte și o inevitabilă poveste de dragoste.”.

## Locuri de filmare

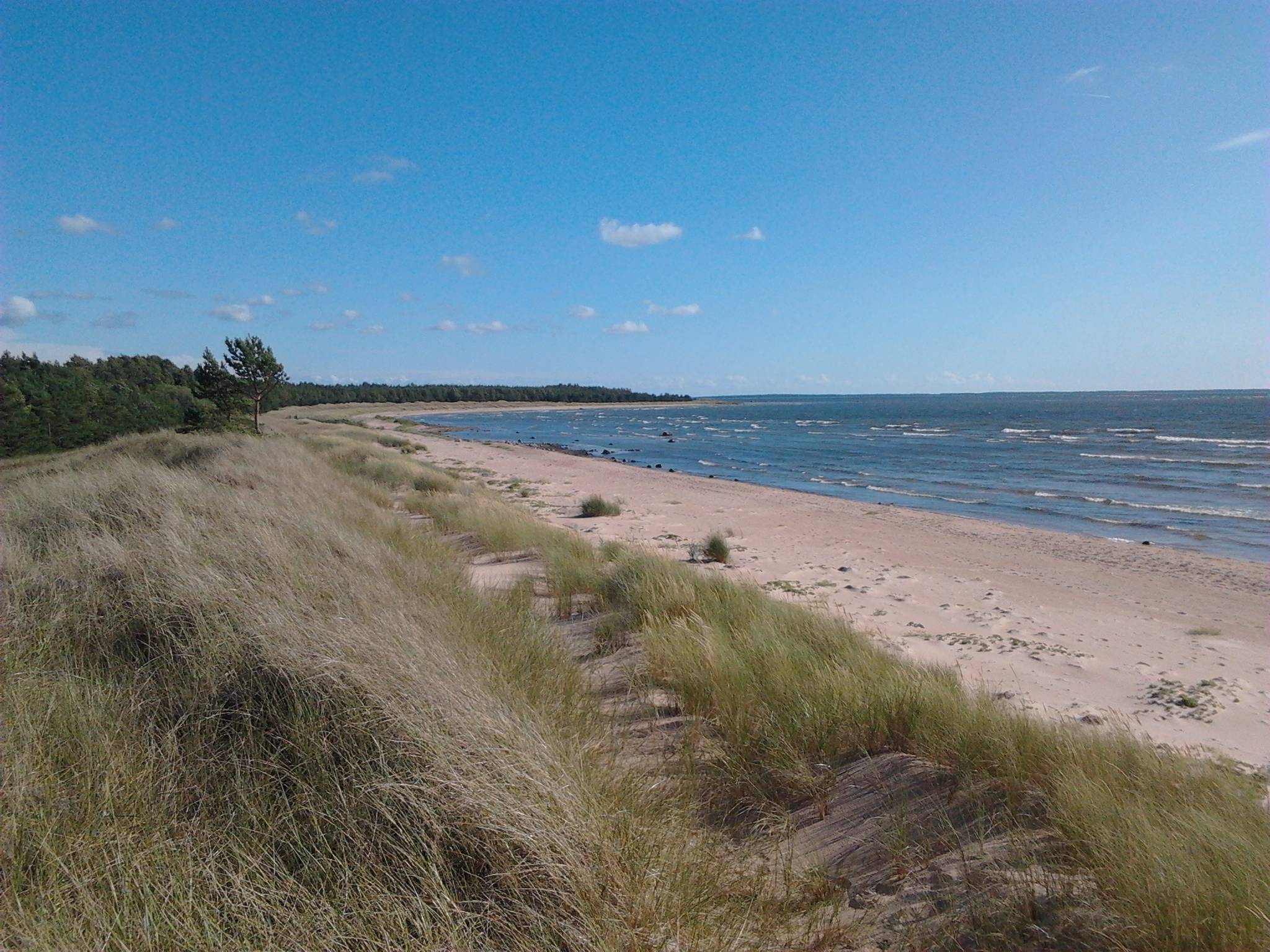
Litoralul Mării Baltice de pe insula Saaremaa
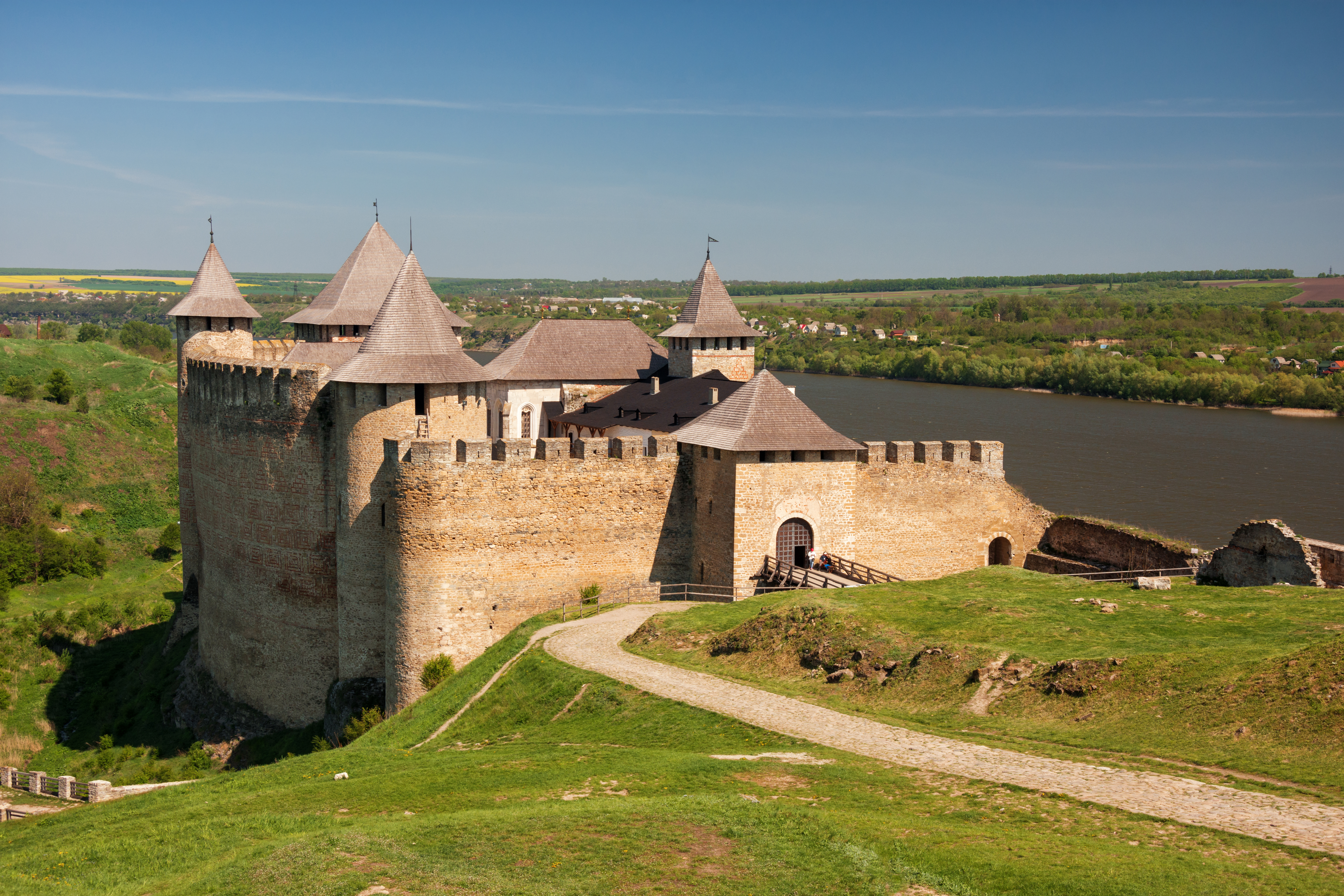
Cetatea Hotin a servit ca reședință nobiliară a lui Sir Daniel Brackley
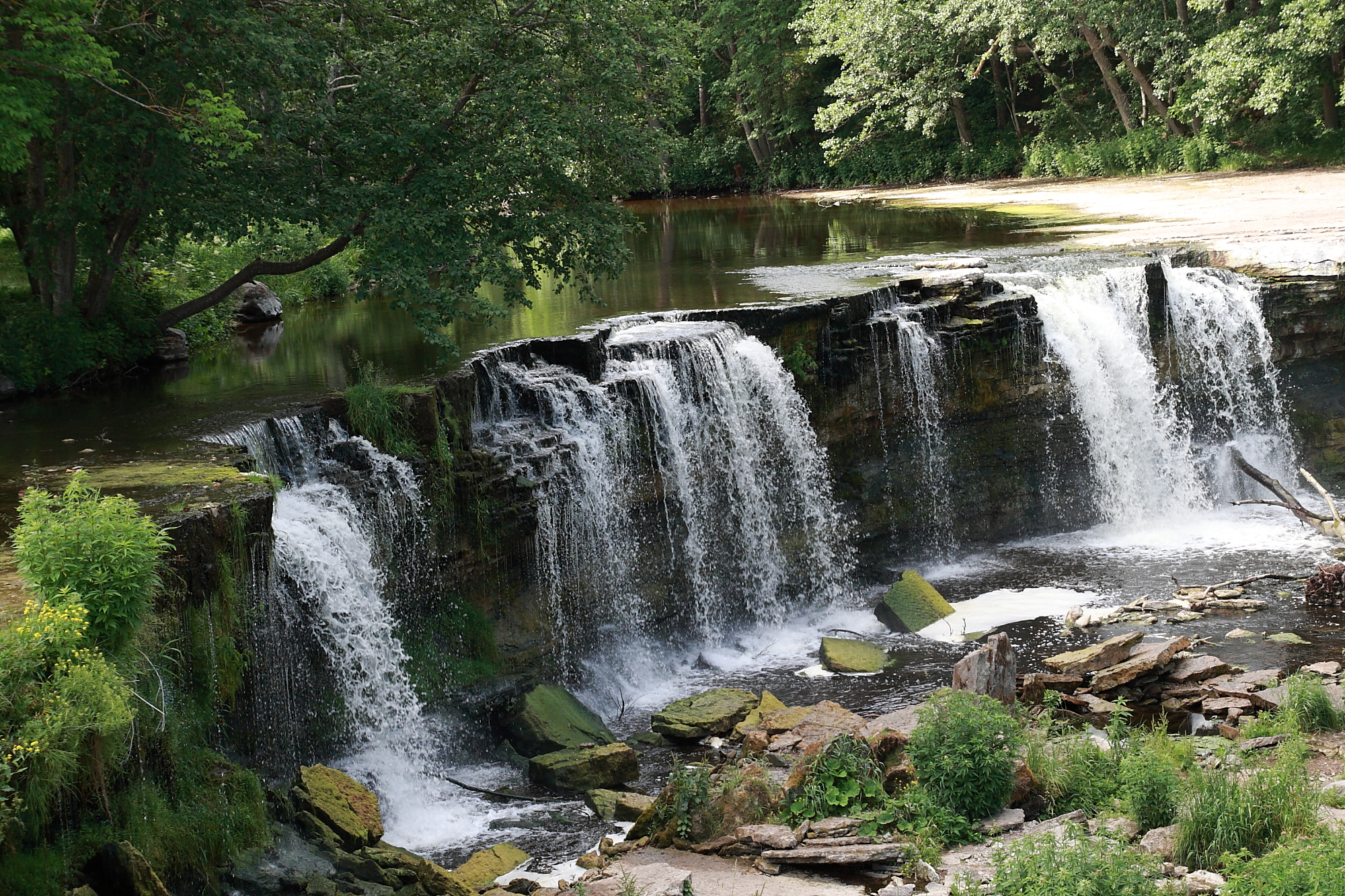
Cascada Keila⁠(en)[traduceți] de pe râul Keila⁠(en)[traduceți] din nordul Estoniei
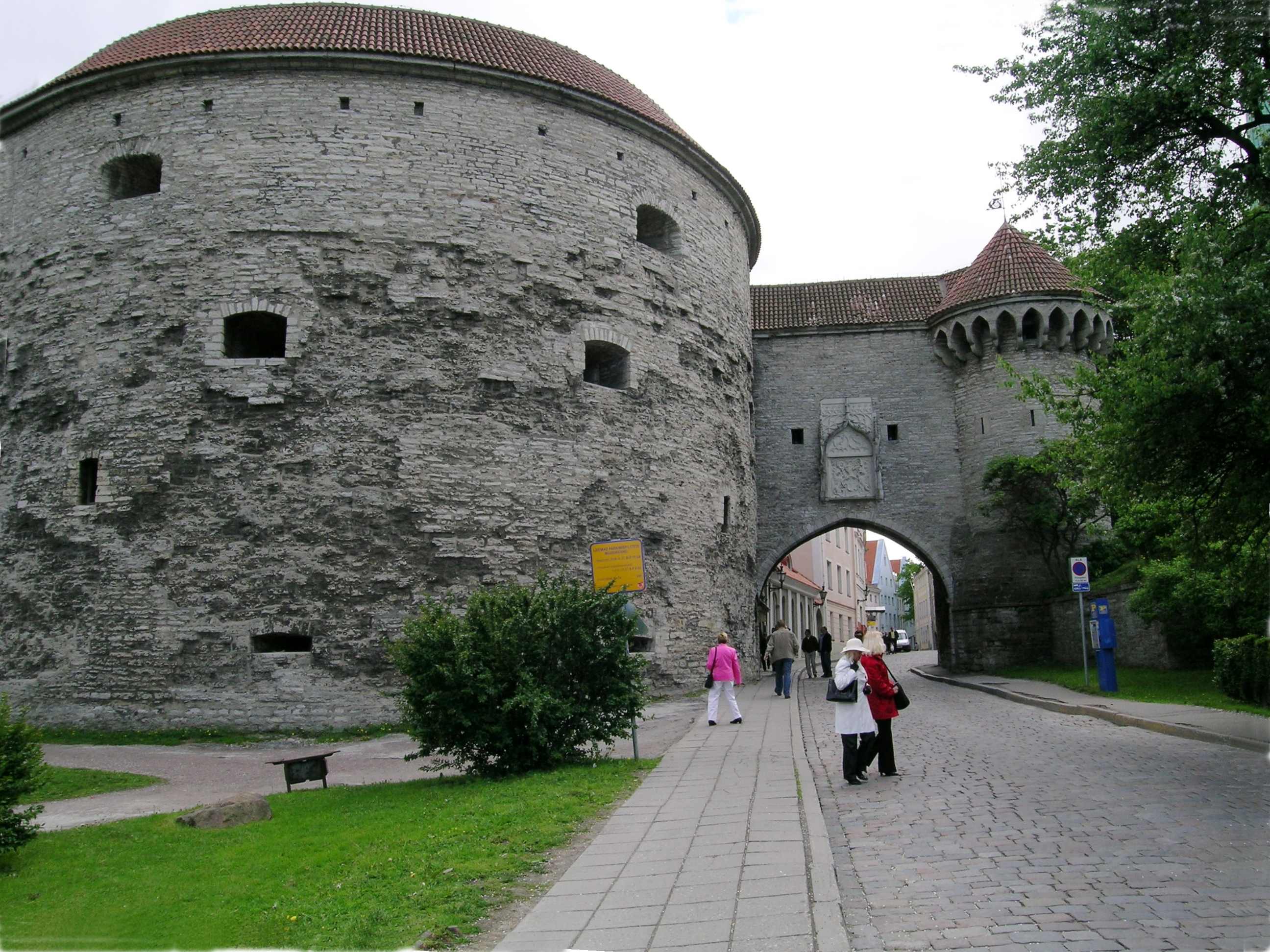
Turnul Margaretei cea Grasă⁠(en)[traduceți] și Marea Poartă Maritimă⁠(de)[traduceți]
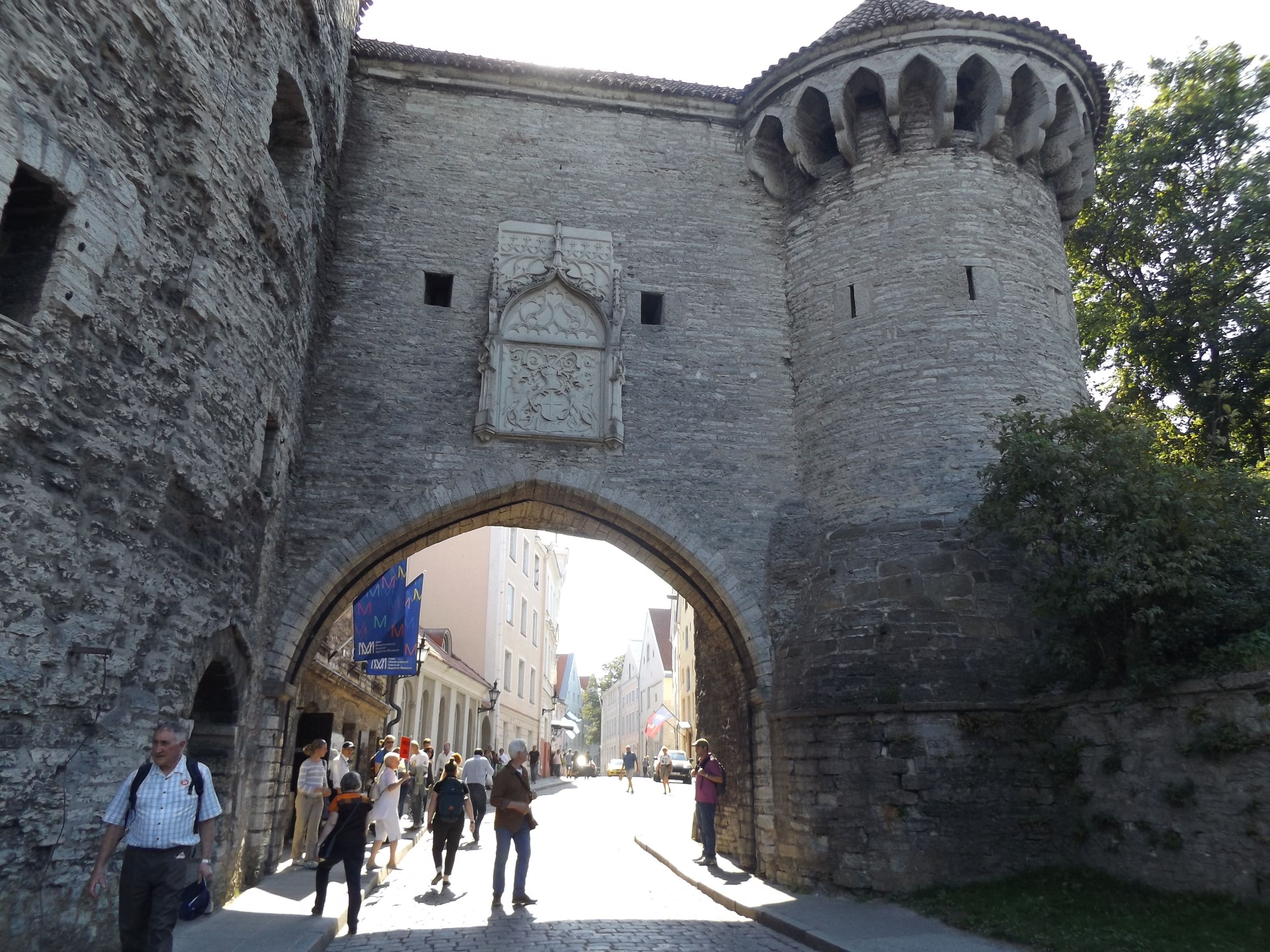
Marea Poartă Maritimă
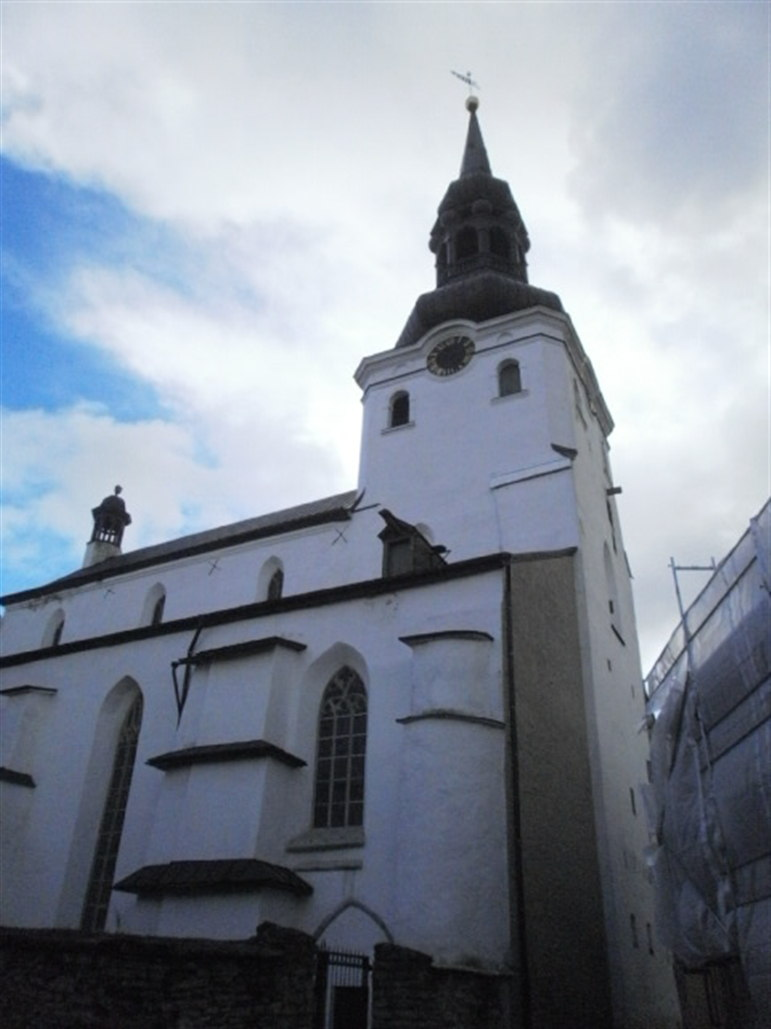
Turnul clopotniță al Catedralei „Sfânta Maria” din Tallinn⁠(en)[traduceți]
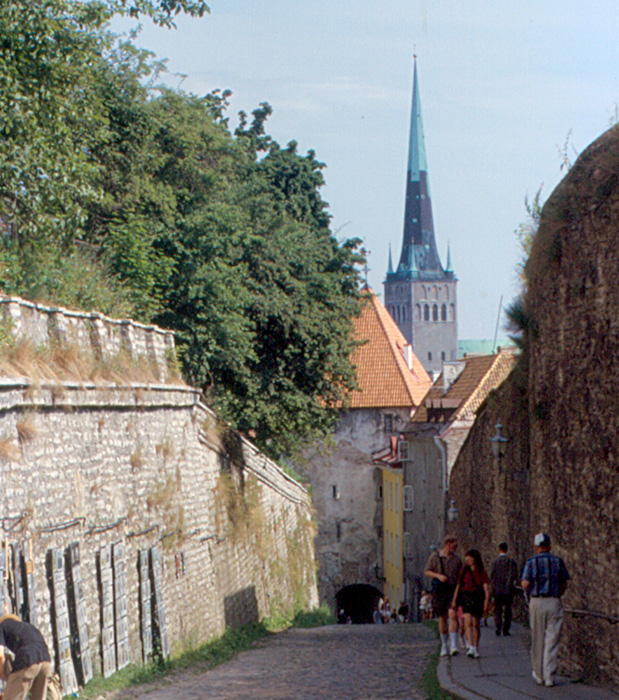
Strada Pikk jalg⁠(et)[traduceți] din Tallinn și turnul porții
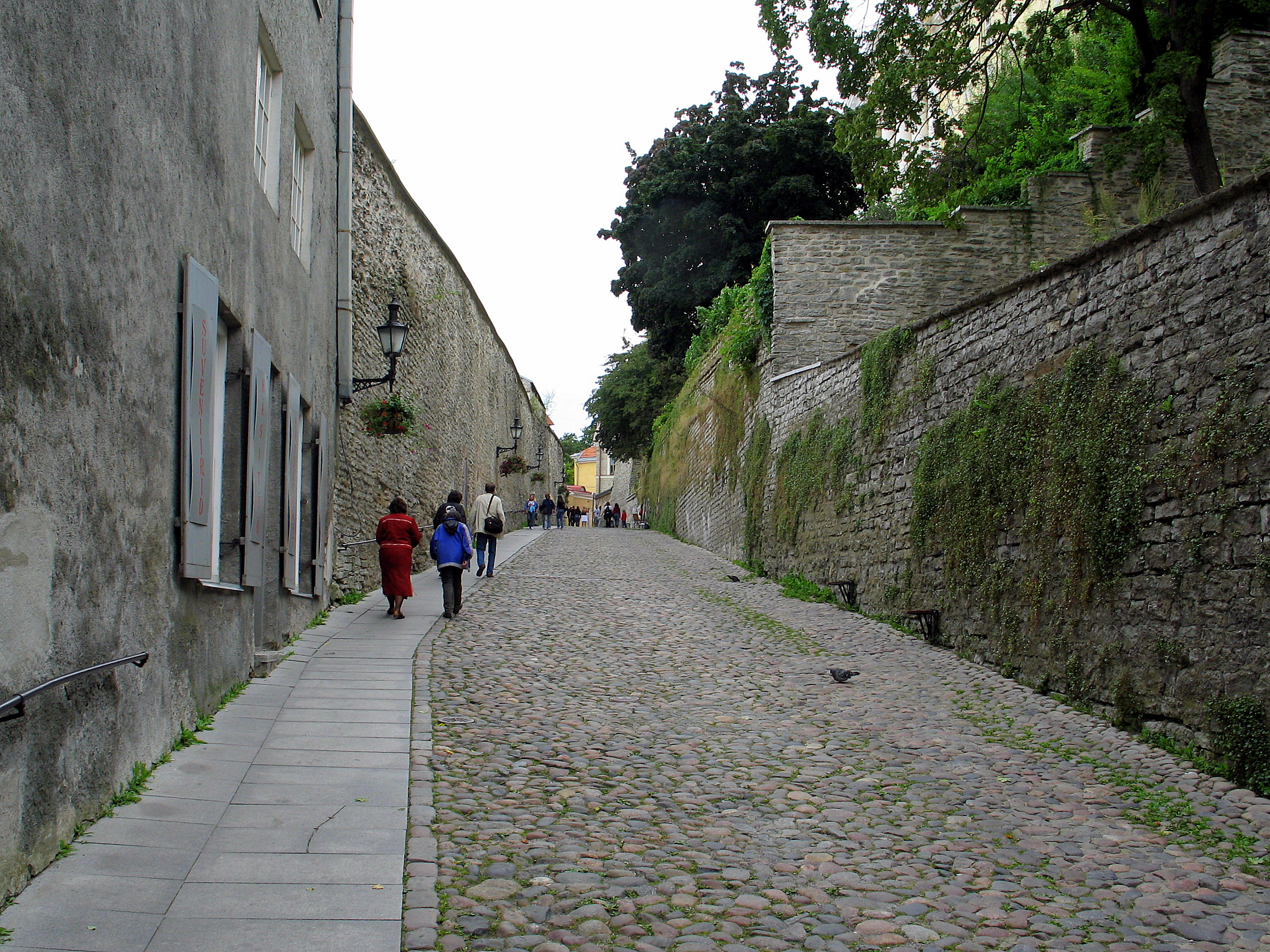
Strada Pikk jalg din Tallinn
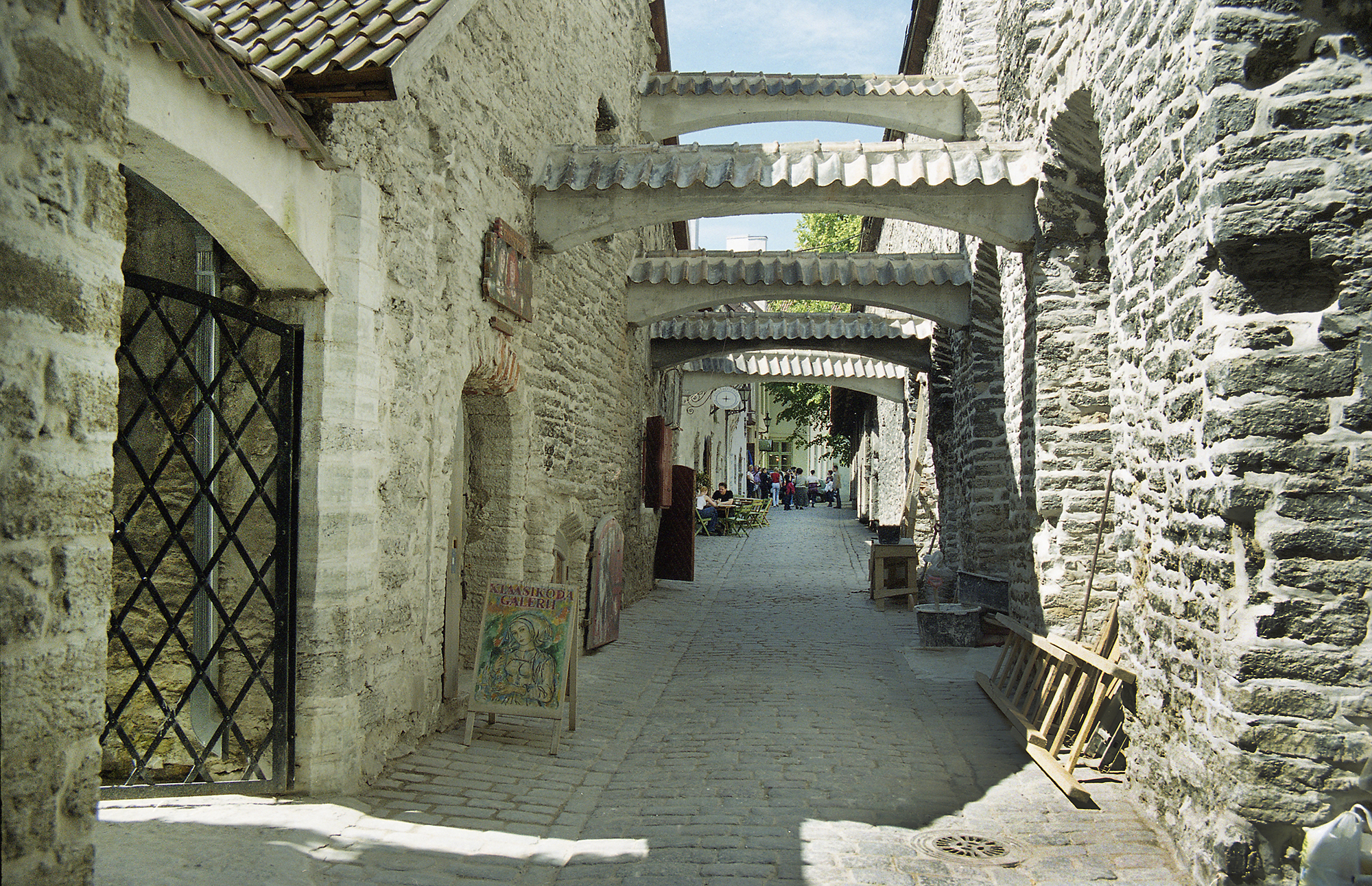
Pasajul Sfânta Ecaterina⁠(fr)[traduceți] de lângă Mănăstirea dominicană din Tallinn⁠(en)[traduceți]